# Kiss József (egyházi író)
Kiss József (személyi adatai ismeretlenek) katolikus pap, egyházi író, tankönyvek és ifjúsági színművek szerzője. P. Bernhard Zsigmond nyomán megírta a jezsuita rend történetét és céljait (Mi a jezsuita rend? Szatmárnémeti, 1924), magyar tannyelvű elemi iskolák számára a román nemzet rövid története tankönyvét, alkotmányjogi függelékkel, s útmutatót szerkesztett tanítók számára Románia földrajzának tanításához (Gyulafehérvár, 1925). A kereszt apródja című háromfelvonásos ifjúsági színműve a Voggenreiter Verlagnál jelent meg Berlinben (1925). Három kis színművét (Füstbe ment bosszú; Teréz; Karcsi szívgárdista lesz) a Szívgárda Könyvtára sorozat közölte (Szatmárnémeti, 1926).
A Trianon után kisebbségi sorba került magyarság magyar iskolái számára hasznos történelmi, földrajzi, alkotmányjogi tankönyveket írt, a jezsuitákról szóló kötetével a vallási identitás megőrzését szolgálta, színműveivel a kisebbségi magyarság társas összejöveteleit segítette.